# Melvyn Douglas
Melvyn Douglas, pseudonimo di Melvyn Edouard Hesselberg (Macon, 5 aprile 1901 – New York, 4 agosto 1981), è stato un attore statunitense.

## Biografia
Di origini paterne russo-lettoni, era figlio di un pianista concertista ebreo, Edouard Gregory Hesselberg, e di Lena Priscilla Shackelford, di confessione protestante. Melvyn Douglas crebbe secondo la religione materna, scoprendo solo a quattordici anni, parlando con sua zia, le sue parziali origini ebraiche. Trascorse la sua giovinezza fra gli Stati Uniti e il Canada seguendo gli spostamenti del padre, non riuscendo ad acquisire il diploma di scuola superiore. Fece le sue prime esperienze come attore in giovanissima età.
A 17 anni fu richiamato sotto le armi e tornò a recitare solo dopo la fine della prima guerra mondiale, debuttando a Broadway nel dramma A Free Soul. Mentre era impegnato nelle rappresentazioni della pièce Tonight or Never, fu notato dall'attrice Gloria Swanson, che lo volle come protagonista dell'omonima versione cinematografica dell'opera, diretta nel 1931 da Mervyn LeRoy.
Raffinato, spiritoso, dalle maniere eleganti, Douglas fu uno degli attori più affermati degli anni trenta, specializzato in ruoli romantici e leggeri accanto alle maggiori dive dell'epoca, come Claudette Colbert in Voglio essere amata (1935) e Incontro a Parigi (1937), Marlene Dietrich in Angelo (1937), Deanna Durbin in Quella certa età (1938) e Greta Garbo in Ninotchka (1939), celebre commedia in cui l'attore interpretò il ruolo di Leon D'Algout, il sofisticato conte parigino di cui finisce per innamorarsi l'irreprensibile ispettrice russa Ninotchka (interpretata dalla Garbo). Famosa la scena al ristorante, durante la quale Douglas cade dalla sedia e suscita l'irrefrenabile ilarità della Garbo.
Douglas recitò con altre star femminili del grande schermo, come Irene Dunne in L'adorabile nemica (1936), Jean Arthur in Troppi mariti (1940), Joan Crawford in Troppo amata (1936) e Volto di donna (1941), Norma Shearer in Maschere di lusso (1942). Dopo essere stato richiamato durante la seconda guerra mondiale, tornò sugli schermi con altri personaggi affabili e brillanti, come l'avvocato Bill Cole nella commedia La casa dei nostri sogni (1948), e ruoli incisivi in film drammatici come Il mare d'erba (1947) e Il grande peccatore (1949), specializzandosi via via in ruoli di interprete caratterista, in genere di eleganti gentiluomini di una certa età.
In veste di caratterista, vinse il premio Oscar al miglior attore non protagonista nel 1964 per l'interpretazione di Homer, il padre di Paul Newman in Hud il selvaggio, e nel 1980 per quella dell'anziano Benjamin Rand in Oltre il giardino. Nel 1964 partecipò al film Tempo di guerra, tempo d'amore, e nel 1972 apparve nel drammatico Una donna in attesa di divorzio. La sua ultima apparizione sul grande schermo fu nell'horror Storie di fantasmi, girato nel 1981 accanto a Fred Astaire, Douglas Fairbanks Jr. e John Houseman, per la regia di John Irvin.

## Filmografia parziale

### Cinema
- Tonight or Never, regia di Mervyn LeRoy (1931)
- Prestigi di razza (Prestige), regia di Tay Garnett (1932)
- Il sesso più astuto (The Wiser Sex), regia di Berthold Viertel e Victor Viertel (1932)
- The Broken Wing, regia di Lloyd Corrigan (1932)
- Come tu mi vuoi (As You Desire Me), regia di George Fitzmaurice (1932)
- Il castello maledetto (The Old Dark House), regia di James Whale (1932)
- Il vampiro (The Vampire Bat), regia di Frank R. Strayer (1933)
- Nagana, regia di Ernst L. Frank (1933)
- Ritorno alla vita (Counsellor at Law), regia di William Wyler (1933)
- Woman in the Dark, regia di Phil Rosen (1934)
- Dangerous Corner, regia di Phil Rosen (1934)
- Avvocato dei ladri (The People's Enemy), regia di Crane Wilbur (1935)
- Voglio essere amata (She Married Her Boss), regia di Gregory La Cava (1935)
- Fuggiasca (Mary Burns Fugitive), regia di William K. Howard (1935)
- La dominatrice (Annie Oakley), regia di George Stevens (1935)
- The Lone Wolf Returns, regia di Roy William Neill (1935)
- Una donna qualunque (And so They Were Married), regia di Elliott Nugent (1936)
- Troppo amata (The Gorgeous Hussy), regia di Clarence Brown (1936)
- L'adorabile nemica (Theodora Goes Wild), regia di Richard Boleslawski (1936)
- Regina della notte (Women of Glamour), regia di Gordon Wiles (1937)
- Capitani coraggiosi (Captains Courageous), regia di Victor Fleming (1937)
- Incontro a Parigi (I Met Him in Paris), regia di Wesley Ruggles (1937)
- Angelo (Angel), regia di Ernst Lubitsch (1937)
- Quando la vita è romanzo (I'll Take Romance), regia di Edward H. Griffith (1937)
- Quella certa età (That Certain Age), regia di Edward Ludwig (1938)
- C'è sotto una donna (There's Always a Woman), regia di Alexander Hall (1938)
- Dopo Arsenio Lupin (Arsène Lupin Returns), regia di George Fitzmaurice (1938)
- Frou Frou (The Toy Wife), regia di Richard Thorpe (1938)
- Fast Company, regia di Edward Buzzell (1938)
- Ossessione del passato (The Shining Hour), regia di Frank Borzage (1938)
- Pericolo biondo (There's That Woman Again), regia di Alexander Hall (1939)
- Tell No Tales, regia di Leslie Fenton (1939)
- Una ragazza allarmante (Good girls Go to Paris), regia di Alexander Hall (1939)
- Ninotchka, regia di Ernst Lubitsch (1939)
- Manette e fiori d'arancio (Amazing Mr. Williams), regia di Alexander Hall (1939)
- Troppi mariti (Too Many Husbands), regia di Wesley Ruggles (1940)
- Ha da venì... (He Stayed for Breakfast), regia di Alexander Hall (1940)
- Wapakoneta (Third Finger, Left Hand), regia di Alexander Hall (1940)
- Ciò che si chiama amore (This Thing Called Love), regia di Alexander Hall (1940)
- Quell'incerto sentimento (That Uncertain Feeling), regia di Ernst Lubitsch (1941)
- Volto di donna (A Woman's Face), regia di George Cukor (1941)
- La fidanzata di mio marito (Our Wife), regia di John M. Stahl (1941)
- Non tradirmi con me (Two-Faced Woman), regia di George Cukor (1941)
- Maschere di lusso (We Were Dancing), regia di Robert Z. Leonard (1942)
- Tutti baciarono la sposa (They All Kissed the Bride), regia di Alexander Hall (1942)
- Three Hearts for Julia, regia di Richard Thorpe (1943)
- Il mare d'erba (The Sea of Grass), regia di Elia Kazan (1947)
- La colpa di Janet Ames (The Guilt of Janet Ames), regia di Henry Levin (1947)
- La casa dei nostri sogni (Mr. Blandings Builds His Dream House), regia di Henry C. Potter (1948)
- My Own True Love, regia di Compton Bennett (1949)
- Hai sempre mentito (A Woman's Secret), regia di Nicholas Ray (1949)
- Il grande peccatore (The Great Sinner), regia di Robert Siodmak (1949)
- Voglio essere tua (My Forbidden Past), regia di Robert Stevenson (1951)
- Voglia di vita (On the Loose), regia di Charles Lederer (1951)
- Billy Budd, regia di Peter Ustinov (1962)
- Hud il selvaggio (Hud), regia di Martin Ritt (1963)
- Compagnia di codardi? (Advance to the Rear), regia di George Marshall (1964)
- Tempo di guerra, tempo d'amore (The Americanization of Emily), regia di Arthur Hiller (1964)
- Rapimento (Rapture), regia di John Guillermin (1965)
- Once Upon a Tractor, regia di Leopoldo Torre Nilsson (1965)
- Intrighi al Grand Hotel (Hotel), regia di Richard Quine (1967)
- Anello di sangue (I Never Sang for My Father), regia di Gilbert Cates (1970)
- Una donna in attesa di divorzio (One Is a Lonely Number), regia di Mel Stuart (1972)
- Il candidato (The Candidate), regia di Michael Ritchie (1972)
- L'inquilino del terzo piano (Le Locataire), regia di Roman Polański (1976)
- Ultimi bagliori di un crepuscolo (Twilight's Last Gleaming), regia di Robert Aldrich (1976)
- La seduzione del potere (The Seduction of Joe Tynan), regia di Jerry Schatzberg (1979)
- Oltre il giardino (Being There), regia di Hal Ashby (1979)
- Changeling (The Changeling), regia di Peter Medak (1980)
- Come far volare il tempo (Tell Me a Riddle), regia di Lee Grant (1980)
- The Hot Touch, regia di Roger Vadim (1981)
- Storie di fantasmi (Ghost Story), regia di John Irvin (1981)

### Televisione
- Lights Out – serie TV, episodio 4x28 (1952)
- The Alcoa Hour – serie TV, episodi 1x04-1x07 (1955-1956)
- General Electric Theater – serie TV, episodio 6x07 (1957)
- Ben Casey – serie TV, episodio 2x27 (1963)
- Compagni nell'incubo (Companions in Nightmare), regia di Norman Lloyd – film TV (1968)
- Gli assassini vanno a caccia (Hunters Are for Killing), regia di Bernard Girard – film TV (1970)
- Death Takes A Holiday, regia di Robert Butler – film TV (1971)

## Riconoscimenti
- Per il suo contributo all'industria cinematografica e televisiva, Melvyn Douglas ha due stelle sulla Hollywood Walk of Fame: per il cinema, al 6423 di Hollywood Boulevard e per la televisione al 6601 di Hollywood Blvd.
- Premio Oscar
  - 1964 – Miglior attore non protagonista per Hud il selvaggio
  - 1971 – Candidatura per il miglior attore protagonista per Anello di sangue
  - 1980 – Miglior attore non protagonista per Oltre il giardino
- Golden Globe
  - 1964 – Candidatura per il miglior attore non protagonista per Hud il selvaggio
  - 1971 – Candidatura per il miglior attore in un film drammatico per Anello di sangue
  - 1980 – Golden Globe per il miglior attore non protagonista per Oltre il giardino (ex aequo con Robert Duvall per Apocalypse Now)
- National Board of Review
  - 1963 – Miglior attore non protagonista per Hud il selvaggio
- Tony Award
  - 1960 – Miglior attore protagonista in un'opera teatrale per The Best Man
- Primetime Emmy Awards
  - 1966 – Candidatura per il miglior attore protagonista in un singolo episodio di una serie drammatica per Inherit the Wind
  - 1968 – Miglior attore protagonista in una miniserie o film per CBS Playhouse (per l'episodio Do Not Go Gentle Into That Goodnight)
- Laurel Awards
  - 1964 – Top Male Supporting Performance Hud (1963)
  - 1965 – Candidatura per il miglior attore non protagonista per Tempo di guerra, tempo d'amore
  - 1971 – Candidatura per il miglior attore drammatico per Anello di sangue
- New York Film Critics Circle Awards
  - 1970 – Candidatura per il miglior attore protagonista per Anello di sangue
  - 1979 – Miglior attore non protagonista per Oltre il giardino
  - 1979 – Candidatura per il miglior attore non protagonista per La seduzione del potere
- Los Angeles Film Critics Association Awards
  - 1979 – Miglior attore non protagonista per Oltre il giardino e La seduzione del potere
- National Society of Film Critics Awards
  - 1980 – Candidatura per il miglior attore non protagonista per Oltre il giardino e La seduzione del potere
- Academy of Science Fiction, Fantasy & Horror Films
  - 1981 – Candidatura per il miglior attore non protagonista per Changeling

## Doppiatori italiani
- Augusto Marcacci in Angelo, Manette e fiori d'arancio, Troppi mariti, La colpa di Janet Ames
- Stefano Sibaldi in Ossessione del passato, Ninotchka, Non tradirmi con me, La casa dei nostri sogni
- Emilio Cigoli in Il mare d'erba, Voglio essere tua, Il candidato
- Giulio Panicali in Capitani coraggiosi (ridoppiaggio), Ciò che si chiama amore, Tutti baciarono la sposa
- Gaetano Verna in Incontro a Parigi
- Sandro Ruffini in Quella certa età
- Augusto Galli in Volto di donna
- Nino Pavese in Maschere di lusso
- Manlio Busoni in Il grande peccatore
- Aldo Silvani in Billy Budd
- Giorgio Capecchi in Hud il selvaggio
- Luigi Pavese in Tempo di guerra, tempo d'amore
- Vittorio Sanipoli in Intrighi al Grand Hotel
- Valerio Ruggeri in Anello di sangue
- Antonio Guidi in Una donna in attesa di divorzio
- Giorgio Piazza in L'inquilino del terzo piano
- Sandro Tuminelli in Ultimi bagliori di un crepuscolo
- Carlo Alighiero in Oltre il giardino
- Cesare Barbetti in Come tu mi vuoi (ridoppiaggio)
- Renzo Stacchi in Non tradirmi con me (ridoppiaggio)

Negli anni '30 fu doppiato anche da Romolo Costa.